# Mirror Piece
Mirror piece (с англ. Зеркальная картинка) — пластичное произведение современного искусства, созданное в 1965 году Майклом Болдуином, членом художественной группы британских концептуальных художников «Искусство и язык».

## Описание
Mirror piece это инсталляция разных размеров. Она представляет собой множество зеркал различных форм покрытых обычными или деформирующими стеклянными пластинами, помещенными на деревянные панели. Эта инсталляция сопровождается протоколом и информационными панелями.

## Выставки
Галерея Бруно Бишофбергера, Меннедорф, Швейцария
Музей современного искусства, Барселона, Испания
Музей современного искусства «Замок Монсоро», Монсоро, Франция

## Анализ
Mirror piece является одним из первых произведений искусства, созданных художественной группой «Искусство и язык». Оно заменяет классическую нарисованную картину зеркалами, что позволяет затронуть тему представления, а также места и роли зрителя в произведении искусства. Зеркало, будучи поверхностью, отражающей свет без собственного изображения, вызывало интерес у художников. Они говорят об этом следующее:
Нас интересовал в зеркалах тот факт, что зеркало производит идеально „прозрачное“ изображение… но это не значит, что вы не можете быть осведомлены, как бы трудно это ни было, о самой зеркальной поверхности»Майкл Болдуин
Зеркало заменяет нам картину. Зритель видит себя, глядя на это произведение искусства. Недавно появившийся интерес к селфи в значительной степени поспособствовал популярности Mirror piece.